# Tripedisono

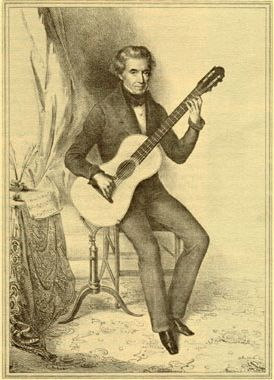
Imagen de Dionisio Aguado en la portada de su método de guitarra, utilizando el tripedisono

Se denomina tripedisono a un dispositivo inventado en 1828 por el guitarrista español Dionisio Aguado y García, gran virtuoso, compositor y pedagogo de la guitarra. Tiene la finalidad de sustentar la guitarra sobre una base sólida, en lugar de colocarla sobre la pierna izquierda del guitarrista como es habitual, con el objetivo de que el sonido del instrumento no quede amortiguado por el propio intérprete, consiguiendo de esta forma mayor potencia sonora; se pretende además que el ejecutante tenga mayor libertad de movimientos. El dispositivo consta de un trípode y un sistema mecánico móvil de sujeción para colocar la guitarra en la posición adecuada. Actualmente no se utiliza, pues los intérpretes de guitarra clásica prefieren colocar directamente la guitarra sobre la pierna izquierda elevada, sin embargo se conservan ilustraciones en las que se puede ver a Dionisio Aguado utilizando su invención.